# 건원 (신라)
건원(建元)은 신라 법흥왕, 진흥왕(眞興王)이 사용한 신라 최초의 연호이다. 536년에서 550년까지 15년 동안 사용하였다. 법흥왕 23년에 최초로 연호를 제정하여 사용하였으며, 540년에 법흥왕의 뒤를 이어 즉위한 진흥왕이 550년까지 이어서 사용하였다.

## 연대대조표
| 건원     | 원년                 | 2년        | 3년        | 4년        | 5년                       | 6년        | 7년        | 8년        | 9년        | 10년       |
| 서력     | 536년                | 537년      | 538년      | 539년      | 540년                     | 541년      | 542년      | 543년      | 544년      | 545년      |
| 간지     | 병진(丙辰)           | 정사(丁巳) | 무오(戊午) | 기미(己未) | 경신(庚申)                | 신유(辛酉) | 임술(壬戌) | 계해(癸亥) | 갑자(甲子) | 을축(乙丑) |
| 재위기년 | 법흥왕 (法興王) 23년 | 24년       | 25년       | 26년       | 27년 진흥왕 (眞興王) 원년 | 2년        | 3년        | 4년        | 5년        | 6년        |
| 건원     | 11년                 | 12년       | 13년       | 14년       | 15년                      |            |            |            |            |            |
| 서력     | 546년                | 547년      | 548년      | 549년      | 550년                     |            |            |            |            |            |
| 간지     | 병인(丙寅)           | 정묘(丁卯) | 무진(戊辰) | 기사(己巳) | 경오(庚午)                |            |            |            |            |            |
| 재위기년 | 7년                  | 8년        | 9년        | 10년       | 11년                      |            |            |            |            |            |

## 관련 기록
二十三年 始稱年號 云建元元年
12년 봄 정월 연호를 개국(開國)으로 바꾸었다.
— 《삼국사기》〈권제4〉 신라본기 진흥왕 12년조 -

## 같이 보기
- 한국의 연호

| 이전연호: | 다음연호: |
| --------- | --------- |
| -         | 개국      |